# 尼斯米奇
50°33′56″N 24°7′10″E / 50.56556°N 24.11944°E
尼斯米奇（羅馬化：Nismychi）是烏克蘭西部利維夫州舍普季茨基區索卡利市鎮的村莊。該村面積0.52平方公里，2001年該城鎮人口174，人口密度每平方公里335.26人。